# 원광보건고등학교
원광보건고등학교(圓光保健高等學校)는 대한민국 전북특별자치도 익산시 모현동1가에 있는 사립 고등학교이다.

## 학교 연혁
- 1956년 4월 8일 : 전북 익산시 신용동에서 원광대학 부설 실업고등학원으로 발족
- 1957년 4월 1일 : 익산시 동산동 667번지 원광중학교에 여학생 분리 수용
- 1960년 2월 24일 : 원광여자상업고등학교 설립인가(3학급)
- 1960년 4월 8일 : 개교식 및 초대 박장식 교장 취임
- 1962년 11월 30일 : 익산시 창인동 1가 153-2번지로 이전
- 1967년 12월 29일 : 원광여자종합고등학교로 학칙 개정(상업과 9학급, 보통과 9학급)
- 1978년 12월 9일 : 익산시 모현동 1가 520번지로 이전
- 1989년 4월 10일 : 익산시 모현동 1가 523번지 신축 교사로 실업계 분리 이전
- 1990년 9월 19일 : 원광여자상업고등학교와 원광여자고등학교로 분리 학칙개정(학급 증설인가 상업과 9학급, 정보처리과 9학급, 특별학급 9학급)
- 1997년 9월 12일 : 원광여자정보고등학교로 학칙 개정(정보처리과 18학급)
- 2002년 11월 5일 : 학칙 개정(원광정보예술고등학교로 교명 변경, 음악과로 학과 개편)
- 2009년 8월 10일 : 학칙개정으로 인가 학급변경(경영정보과 4학급, 미술과 1학급, 음악과 2학급)
- 2022년 3월 1일 : 제12대 윤태훈 교장 취임
- 2023년 3월 1일 : 학칙 개정(원광보건고등학교로 교명 변경, 보건간호과 1학급, 보건행정과 2학급, 반려동물과 2학급으로 학과 개편)
- 2024년 3월 1일 : 학칙개정으로 인가 학급 변경(보건행정과 2학급, 보건간호과 2학급, 반려동물과 1학급 학급) 개편

## 설치 학과
- 음악과
- 미술과
- 보건간호과
- 회계금융과
- 창업경영과
- 반려동물과
- 보건행정과

## 참고 자료
- 원광보건고등학교 - 한국교육학술정보원 학교알리미